# Aéroport de Meigs Field
Pour l’article homonyme, voir Meigs.
L’aéroport de Meigs Field, en forme longue aéroport de Merrill C. Meigs Field, en anglais Merrill C. Meigs Field Airport (IATA : CGX, OACI : KCGX), est un ancien aéroport américain disposant d'une seule piste, construit sur la presqu'île artificielle de Northerly Island dans le secteur de Near South Side à Chicago, dans l'État de l'Illinois. Cette presqu'île a été construite initialement pour accueillir l'Exposition universelle de 1933 (Century of Progress International Exposition en anglais).

## Présentation
L'aéroport a ouvert le 10 décembre 1948 et est devenu en 1955 l'aéroport disposant d'une seule piste le plus fréquenté des États-Unis. La tour de contrôle a été construite en 1952 et le terminal en 1961. L'aéroport porte le nom de Merrill C. Meigs, éditeur du journal Chicago Herald and Examiner et partisan de l'aviation.
L'aéroport est connu pour avoir été durant de nombreuses versions l'aéroport par défaut du simulateur de vol Microsoft Flight Simulator. La piste mesurait presque 3 900 pieds (1 200 m) de long et 150 pieds (46 m) de large. Il y avait également quatre hélisurfaces à l'extrémité sud de la piste, près de McCormick Place. L'extrémité nord de la piste se situait près du planétarium Adler.

## Historique
La construction de l'aéroport commence presque immédiatement après la Seconde Guerre mondiale, en 1946. La même année, la législature de l'État de l'Illinois cède à Chicago un terrain de 9,7 ha. L'aéroport est inauguré le 10 décembre 1948, lors d'une grande cérémonie.
De nombreuses personnalités, dont le président John F. Kennedy, utilisent l'aéroport pour des raisons de sécurité. Généralement, Air Force One atterrissait dans un aéroport plus important de la région, et le président prenait ensuite l'hélicoptère Marine One pour se rendre à Meigs Field afin d'éviter les complications d'une escorte par les services secrets sur les voies rapides de Chicago.

### Fermeture de Meigs Field

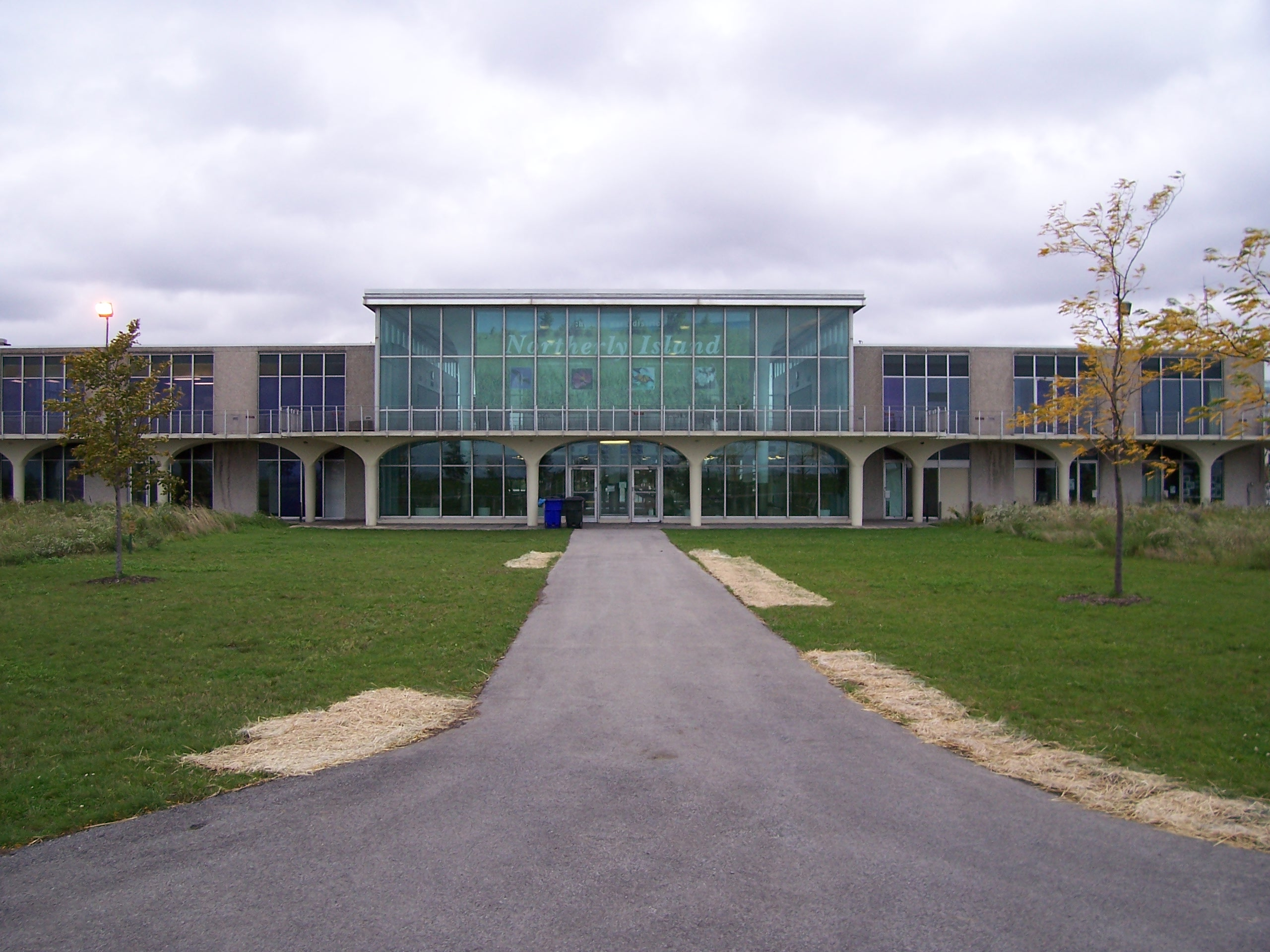
L'ancien terminal de l'aéroport en 2006.

En 1994, le maire de Chicago Richard M. Daley annonce son intention de fermer l'aéroport et de construire un parc à sa place. Northerly Island, où se trouvait l'aéroport, était la propriété du Chicago Park District, qui refuse alors de renouveler le bail de l'aéroport en 1996.
En 2001, un compromis est trouvé entre la ville de Chicago et l'État de l'Illinois, pour garder l'aéroport ouvert pour les vingt-cinq années suivantes. Cependant, la partie législation fédérale de l'accord ne passe pas devant le sénat des États-Unis.
Le 30 mars 2003, dans un geste très controversé, le maire Daley ordonne la destruction de la piste par une entreprise privée, au milieu de la nuit, en traçant de larges X au bouteur sur sa surface. L'avertissement obligatoire n'est pas donné à l'administration fédérale de l'aviation (Federal Aviation Administration ; FAA). De plus, seize avions restent cloués sur l'aéroport sans piste opérationnelle. Ces avions sont autorisés à décoller ultérieurement depuis le taxiway (long d'un kilomètre),.
Le maire Daley défend alors son action en prétendant épargner à la ville de Chicago une bataille juridique pour fermer l'aéroport. Il justifie notamment sa décision par des raisons de sécurité qui imposeraient selon lui la fermeture à cause des risques d'attentats par détournement d'avions après le 11 septembre 2001. Les partisans de Meigs réagissent en pointant du doigt le fait que Daley essayait de faire fermer l'aéroport depuis 1995 pour des raisons non liées à la sécurité.

### Démolition controversée
Dans les heures suivant la destruction de la piste, des éditoriaux critiques sont publiés dans des journaux locaux. Le Chicago Sun-Times évoque un acte de vandalisme commis, sans avertissement préalable ni discussion publique, contre son joyau du bord du lac (« without any advance notice or public discussion, the city vandalized its lakefront jewel, Meigs Field »). Un éditorial du Chicago Tribune dénonce le style de plus en plus autoritaire de Daley qui ne supporte aucune contradiction, contestation judiciaire, négociation, compromis et tous ces donnant-donnant normalement en usage dans un mode de gouvernement démocratique (« The issue is Daley's increasingly authoritarian style that brooks no disagreements, legal challenges, negotiations, compromise or any of that messy give-and-take normally associated with democratic government »).
Des groupes d'intérêt, menés par les amis de Meigs Field (Friends of Meigs Field), essayent d'obtenir la réouverture de l'aéroport au tribunal, durant les mois suivants, mais comme la ville de Chicago était propriétaire de Meigs Field, et qu'elle avait remboursé ses prêts à l'aviation fédérale, les tribunaux ont jugé que Chicago était autorisée à fermer l'aéroport. La FAA inflige à la ville une amende de 33 000 dollars pour la « fermeture d'un aéroport disposant d'une carte d'approche aux instruments sans une notification préalable de 30 jours ».

### Reconversion du site
La démolition de Meigs Field est achevée en août 2003. Northerly Island est maintenant un parc avec de l'herbe et des chemins de promenade. En 2005, la partie nord où se trouvait le Meigs Field est reconvertie en un lieu destiné aux concerts par la construction d'un bâtiment nommé FirstMerit Bank Pavilion.

### Réactions inattendues
De nombreux joueurs de la communauté  adepte de Flight Simulator ont manifesté leur soutien en faveur de la restauration et de la conservation de cette piste qui fut jusqu'à l'épisode 2000 celle sélectionnée par défaut pour commencer un vol.

## Galerie d'images

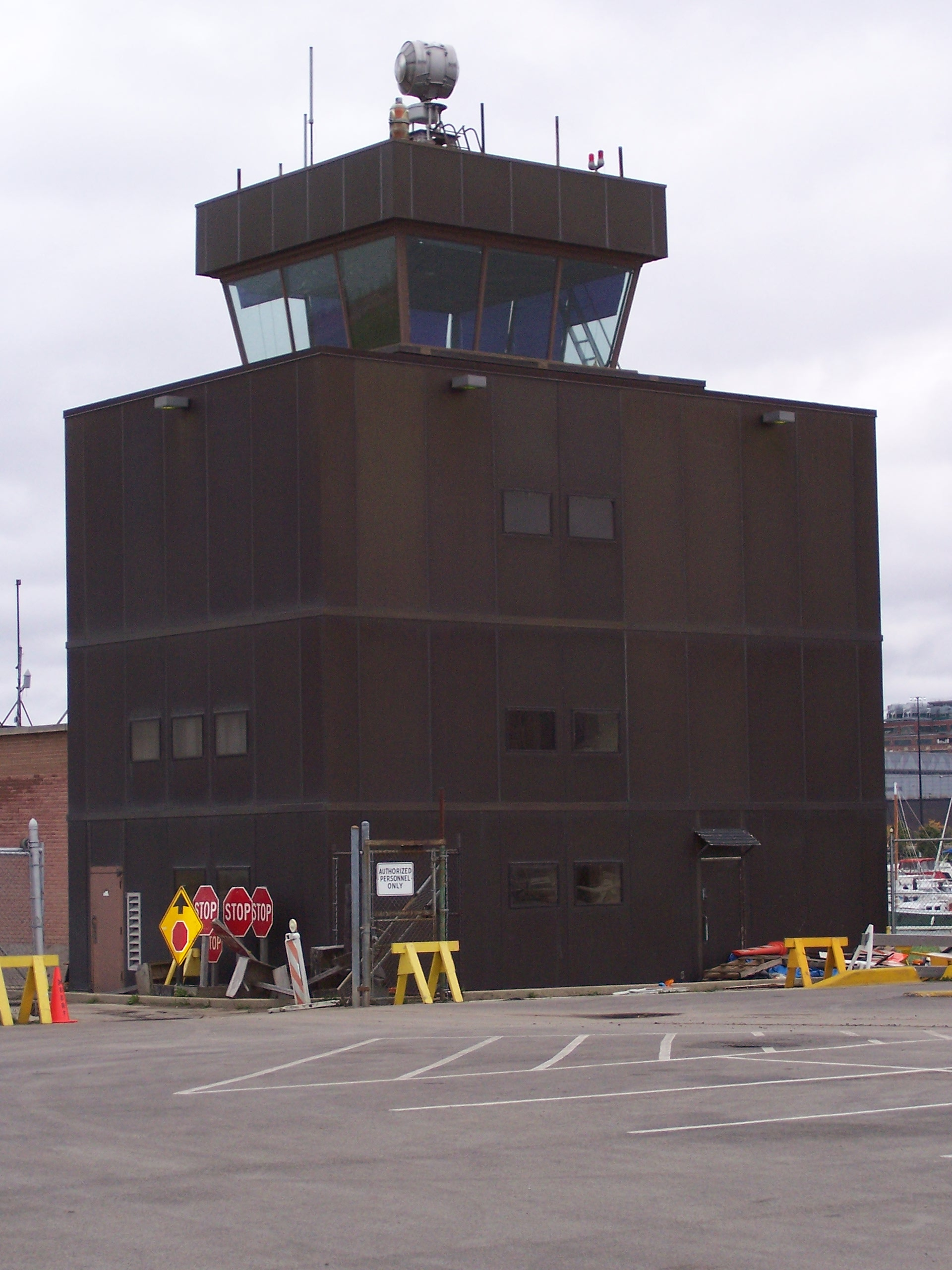
La tour de contrôle.
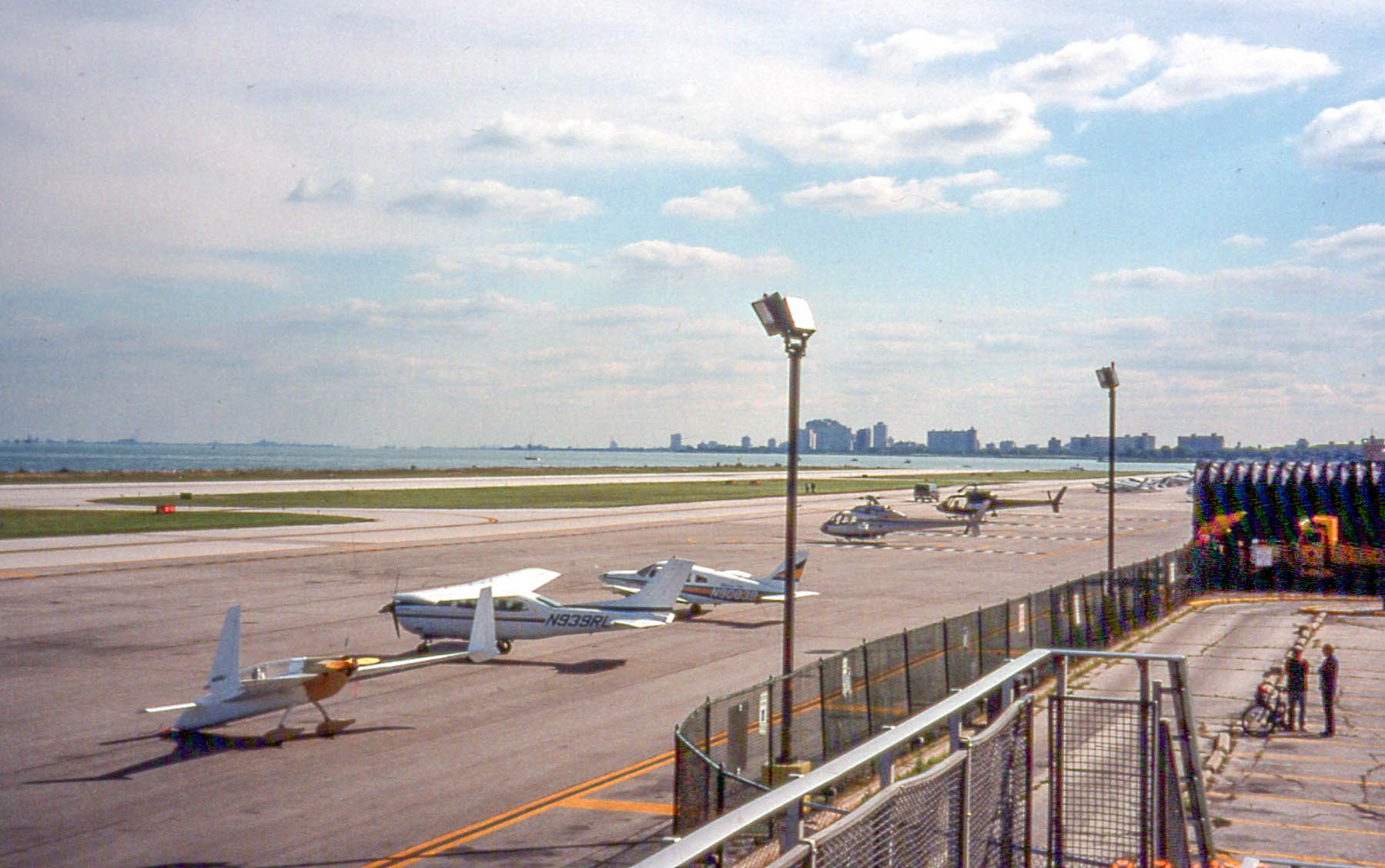
Appareils posés sur la piste.
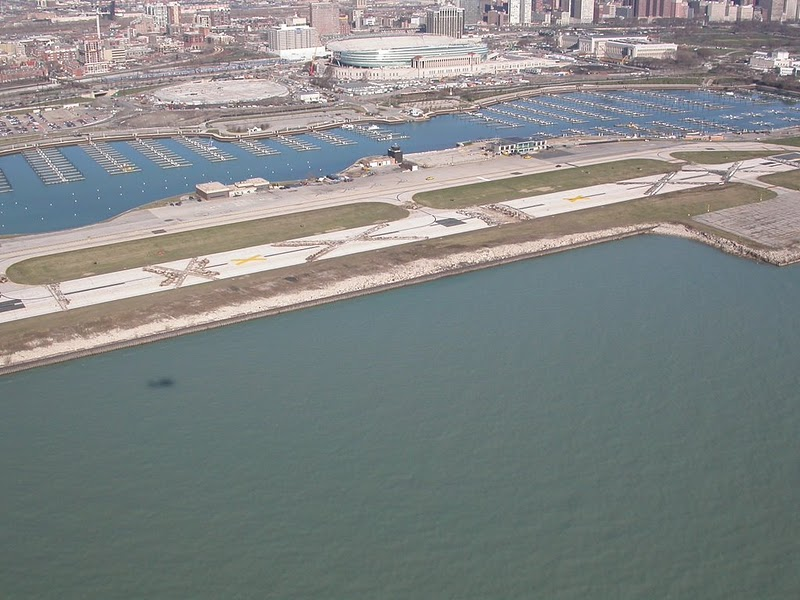
Vue générale de l'unique piste de Meigs Field après sa destruction.
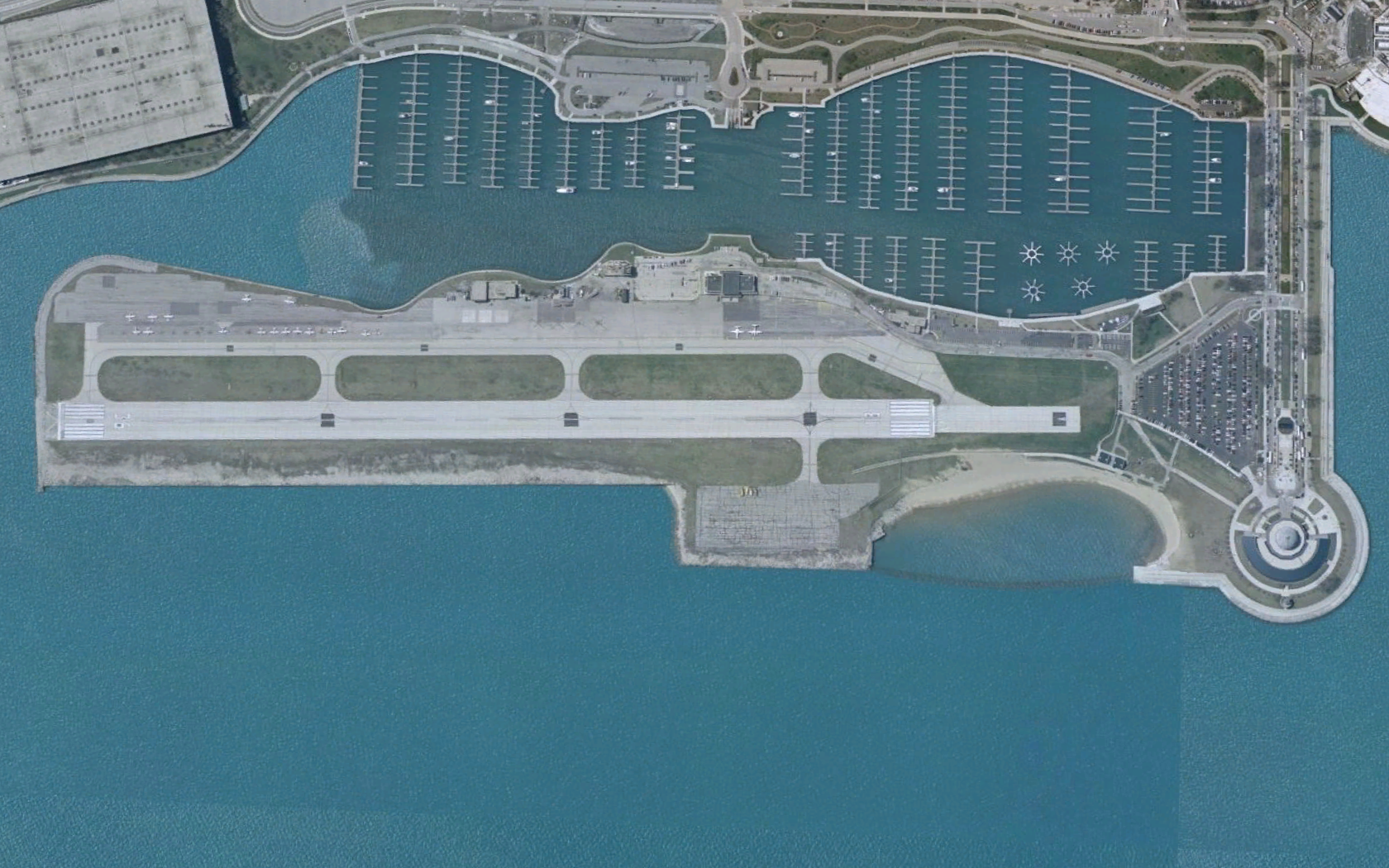
Vue satellite.